# 希尼 (沃州)
希尼（法語：Chigny）是瑞士联邦西部法语区的沃州下设的一个镇。在行政上属于莫尔日区管辖。希尼的总面积为0.90平方公里。截至2010年底，总人口为318。

## 地理
希尼位于莱芒湖西北，东以莫尔日河为界。